# More Than Words
More Than Words ist ein Lied von der US-amerikanischen Funk-Metal-Band Extreme aus dem Jahr 1990. Geschrieben wurde die Ballade von Nuno Bettencourt und Gary Cherone und am 25. März 1991 als Single ausgekoppelt.

## Musik
Gary Cherone singt den Text der Ballade, während er von Nuno Bettencourt auf einer Akustikgitarre begleitet wird. Auf andere Instrumente, wie etwa Schlagzeug oder E-Gitarre, wird völlig verzichtet. Stattdessen erfolgen auf die 2. und 4. Zählzeit Schläge auf die Gitarrensaiten. Die Originaltonart des Stückes ist Fis-Dur. Während die Strophen einstimmig gestaltet sind, kommt im Refrain eine Unterstimme, gesungen von Nuno Bettencourt, hinzu.

## Kommerzieller Erfolg

### Chartplatzierungen
| ChartsChartplatzierungen       | Höchstplatzierung | Wochen |
| ------------------------------ | ----------------- | ------ |
| Deutschland (GfK)              | 8 (23 Wo.)        | 23     |
| Österreich (Ö3)                | 13 (12 Wo.)       | 12     |
| Schweiz (IFPI)                 | 3 (21 Wo.)        | 21     |
| Vereinigte Staaten (Billboard) | 1 (24 Wo.)        | 24     |
| Vereinigtes Königreich (OCC)   | 2 (11 Wo.)        | 11     |

| ChartsJahrescharts (1991)      | Platzierung |
| ------------------------------ | ----------- |
| Deutschland (GfK)              | 44          |
| Schweiz (IFPI)                 | 12          |
| Vereinigte Staaten (Billboard) | 7           |

### Auszeichnungen für Musikverkäufe
| Land/Region                  | Auszeichnungen für Musikverkäufe (Land/Region, Auszeichnung, Verkäufe) | Verkäufe  |
| ---------------------------- | ---------------------------------------------------------------------- | --------- |
| Australien (ARIA)            | Platin                                                                 | 70.000    |
| Brasilien (PMB)              | Platin                                                                 | 60.000    |
| Dänemark (IFPI)              | Gold                                                                   | 45.000    |
| Italien (FIMI)               | Gold                                                                   | 35.000    |
| Kanada (MC)                  | Platin                                                                 | 100.000   |
| Neuseeland (RMNZ)            | 2× Platin                                                              | 60.000    |
| Niederlande (NVPI)           | Gold                                                                   | 75.000    |
| Schweden (IFPI)              | Gold                                                                   | 25.000    |
| Spanien (Promusicae)         | Platin                                                                 | 60.000    |
| Vereinigte Staaten (RIAA)    | Gold                                                                   | 500.000   |
| Vereinigtes Königreich (BPI) | Platin                                                                 | 600.000   |
| Insgesamt                    | 5× Gold · 7× Platin ·                                                  | 1.630.000 |

## Trivia
- In der Filmkomödie Der Love Guru wird das Lied in Kurzform vom Guru Pitka (Mike Myers) und Rajneesh (Manu Narayan) im Duo auf einer Sitar in Kombination mit einer Akustikgitarre vorgetragen.

## Einzelbelege
1. 1 2  Chartplatzierung in Österreich. In: austriancharts.at. Abgerufen am 16. Juni 2024.
2. ↑  Chartplatzierung in Deutschland. In: offiziellecharts.de. Abgerufen am 16. Juni 2024.
3. ↑  Chartplatzierung in der Schweiz. In: hitparade.ch. Abgerufen am 16. Juni 2024.
4. ↑  Chartplatzierung in den USA. In: billboard.com. Abgerufen am 16. Juni 2024 (englisch).
5. ↑  Chartplatzierung in Großbritannien. In: officialcharts.com. Abgerufen am 16. Juni 2024 (englisch).
6. ↑  Jahrescharts 1991 in Deutschland. In: offiziellecharts.de. Abgerufen am 16. Juni 2024.
7. ↑  Jahrescharts 1991 in der Schweiz. In: hitparade.ch. Abgerufen am 16. Juni 2024.
8. ↑  Jahrescharts 1991 in den USA. In: longboredsurfer.com. Abgerufen am 16. Juni 2024 (englisch).
9. ↑  ARIA Accreditations. In: aria.com.au. Abgerufen am 16. Juni 2024 (englisch).
10. ↑  Certificados. In: pro-musicabr.org.br. Abgerufen am 16. Juni 2024 (portugiesisch).
11. ↑  Certificeringer. In: ifpi.dk. Abgerufen am 16. Juni 2024 (dänisch).
12. ↑  Certificazione. In: fimi.it. Abgerufen am 16. Juni 2024 (italienisch).
13. ↑  Gold/Platinum. In: musiccanada.com. Abgerufen am 16. Juni 2024 (englisch).
14. ↑  Single Certification Search. In: radioscope.co.nz. Abgerufen am 23. Januar 2025 (englisch).
15. ↑  Goud/Platina. In: nvpi.nl. Abgerufen am 16. Juni 2024 (niederländisch).
16. ↑  Sverigetopplistan. In: sverigetopplistan.se. Abgerufen am 16. Juni 2024 (schwedisch).
17. ↑  Awards Record. In: elportaldemusica.es. Abgerufen am 16. Juni 2024 (spanisch).
18. ↑  Gold & Platinum. In: riaa.com. Abgerufen am 16. Juni 2024 (englisch).
19. ↑  Brit certified. In: bpi.co.uk. Abgerufen am 16. Juni 2024 (englisch).